# Condado de Pearl River
O Condado de Pearl River é um dos 82 condados do estado norte-americano do Mississippi. A sua sede de condado é Poplarville, e a sua maior cidade é Picayune.
O condado tem uma área de 2121 km² (dos quais 21 km² estão cobertos por água, sobretudo o golfo do México), uma população de 48 621 habitantes, e uma densidade populacional de 36 hab/km² (segundo o censo nacional de 2000). O condado foi fundado em 1890 e recebeu o seu nome a partir do rio Pearl, que percorre os estados da Luisiana e do Mississippi.